# بری (کالیفرنیا)
شهر بریا (به انگلیسی: Brea) در اورنج کانتی (Orange County) شهرستان اورنج، کالیفرنیا در ایالت کالیفرنیا قرار دارد و جمعیت آن در سرشماری سال ۲۰۱۰ ۳۹٬۲۸۲ نفر بوده‌است.  این شهر اول به عنوان یک مرکز تولید نفت خام تأسیس شد و بعداً تبدیل به مرکز مرکبات شد.  در حال حاضر به خاطر وجود مال بزرگ بریا (Brea Mall) و دانتان بریا (Downtown Brea) که تازه باز سازی شده‌است مرکز مهمی برای خرده فروشی و مغازه‌های مختلف است. 
بریا همچنین به برنامه‌ای گسترده در زمینه هنر عمومی شناخته شده‌است.  این برنامه که در سال ۱۹۷۵ شروع شد، با قرار دادن ۱۴۵ آثار هنری در سراسر شهر هنوز ادامه دارد.  این برنامه هنر عمومی بریا به عنوان یک مدل الهام بخش در سراسر کشور آمریکا استفاده شده‌است.
در سال ۲۰۰۶ مجله سان ست (Sunset Magazine) شهر بریا را به عنوان یکی از پنج بهترین شهر برای زندگی واقع در غرب آمریکا نام برد.
تمام مدرسه‌های شهر بریا، از ابتدایی تا دبیرستان، به خاطر سطح بالای تحصیل جایزه‌های زیادی گرفته‌اند.